# قسم كلخوران الريفي (مقاطعة أردبيل)
قسم کلخوران الريفي (بالفارسية: دهستان کلخوران) هي قسم تقع في إيران في قسم. يقدر عدد سكانها بـ 13,564 نسمة .